# Todirești (Suceava)
Todirești è un comune della Romania di 5 259 abitanti, ubicato nel distretto di Suceava, nella regione storica della Bucovina. 
Il comune è formato dall'unione di 5 villaggi: Costâna, Părhăuți, Sârghiești, Soloneț e Todirești.